# Interpedia
Interpedia — хронологически первая интернет-энциклопедия, которая позволяла любому желающему писать статьи и добавлять их в центральный каталог всех страниц.
Основателем Interpedia стал Рик Гейтс, который 22 октября 1993 года заявил:

Чем больше я об этом думал, тем больше понимал, что такой ресурс, содержащий общие энциклопедические знания, станет важным объектом для исследований и для всего сетевого сообщества в целом. .. Говоря об участниках … где найти авторов для написания нужных статей? Ну, я бы прежде всего начал метод связи с широчайшим кругом людей … от лингвистов до молекулярных биологов … И Сеть предоставляет как раз такую аудиторию! Поэтому я серьёзно это обдумал … … и пришёл к выводу, что это хорошая идея!
Термин Interpedia придумал Р. Л. Самуэль, участвовавший в первых обсуждениях по этой теме.
Обсуждение первоначально проходило в почтовой рассылке, а в ноябре 1993 года на Usenet была создана группа новостей comp.infosystems.interpedia (см. ).
Были определённые разногласия по поводу того, какими должны быть страницы — HTML, обычный текст или же должны быть разрешены все форматы (например, Gopher). Ещё одним важным моментом обсуждения был вопрос о включении материалов других интернет-ресурсов напрямую в каталог Interpedia.
В конце концов, проект так и не покинул стадии планирования и прекратил существование в период взрывного скачка всемирной паутины.